# 大友みなみ
大友 みなみ（おおとも みなみ、1981年12月30日 - ）は、日本の女優、モデル。愛知県碧南市出身。

## 略歴
- 2002年から2003年までユニチカマスコットガールを務める[1]。
- 2004年にはサッポロビールのキャンペーンガールを務める[1]。同時にファッション雑誌「JJ」（光文社）のレギュラーモデルも務める[1]。

## 出演

### テレビドラマ
- アタックNo.1（2005年4-6月、テレビ朝日系） - 大沼みゆき 役
- ブラザー☆ビート（2005年10-12月、TBS系） - 塚原沙織 役
- 時効警察（2006年1-3月、テレビ朝日系） - 下北沢 役
- アテンションプリーズ（2006年4月-6月、フジテレビ系） - 東野はるか 役
  - アテンションプリーズスペシャル〜オーストラリア・シドニー編（2008年4月3日、フジテレビ系）
- 黒い太陽（2006年7月、テレビ朝日系） - ひなの 役
- 鉄板少女アカネ!!（2006年10月 - 12月、TBS系） - 鳴海英子 役
- 土曜プレミアム「アテンションプリーズスペシャル〜ハワイ・ホノルル編」（2007年1月13日、フジテレビ系） - 東野はるか 役
- 帰ってきた時効警察（2007年、テレビ朝日系） - 下北沢 役
- 名探偵コナンドラマスペシャル第2弾「工藤新一の復活! 黒の組織との対決」（2007年、日本テレビ） - 安倍澄香 役
- ホカベン（2008年4-6月、日本テレビ系）
- モンスターペアレント（2008年7-9月、フジテレビ系） - 相原エリサ 役
- 水曜ミステリー9「旅行作家・茶屋次郎8 渡良瀬川殺人事件」（2008年9月3日、テレビ東京系） - 小柴まなみ 役
- 特命係長 只野仁 第38話（2009年2月26日、テレビ朝日系）
- 婚カツ!（2009年4-6月、フジテレビ系）

### 映画
- 秘密潜入捜査官 ハニー&バニー（2007年） - サキ 役
- 秘密潜入捜査官 ワイルドキャッツ in ストリップ ロワイアル（2008年） - サキ 役

### ラジオ
- HITS! THE TOWN （2008年4月26日、ゲスト出演、FM NACK5）